# Cephaloleia rosenbergi
Cephaloleia rosenbergi es un coleóptero de la familia Chrysomelidae.
Fue descrita científicamente en 1905 por Weise.